# Studies in Polish Linguistics
Studies in Polish Linguistics  – czasopismo językoznawcze o nachyleniu teoretycznym, poświęcone modelowaniu teorii języka, jak również opisom substancji języka polskiego oraz innych języków słowiańskich na gruncie współczesnych metodologii badań językoznawczych. Od 2013 czasopismo wydawane jest przez  Wydział Filologiczny Uniwersytetu Jagiellońskiego w Krakowie i publikowane przez Wydawnictwo Uniwersytetu Jagiellońskiego. Głównym celem czasopisma jest stworzenie forum dyskusyjnego dla językoznawców z Polski i zagranicy, a także popularyzacja rezultatów badań językoznawczych prowadzonych w Polsce wśród międzynarodowej społeczności językoznawców. Czasopismo publikowane jest w języku angielskim na zasadach otwartego dostępu. Artykuły zamieszczone w czasopiśmie otrzymują 13 punktów (lista B MNiSW 2015).
Redakcja: Ewa Willim (redaktor naczelny), Mateusz Urban (sekretarz redakcji), Dariusz Hanusiak, Ramon Shindler